# Sciomesa mesophaena
Sciomesa mesophaena là một loài bướm đêm trong họ Noctuidae.